# 伯格泰
伯格泰，是匈牙利沃什州所辖的一个村，总面积20.74平方公里，总人口312，人口密度15.0人/平方公里（2010年1月1日）。